# Adam Kocur

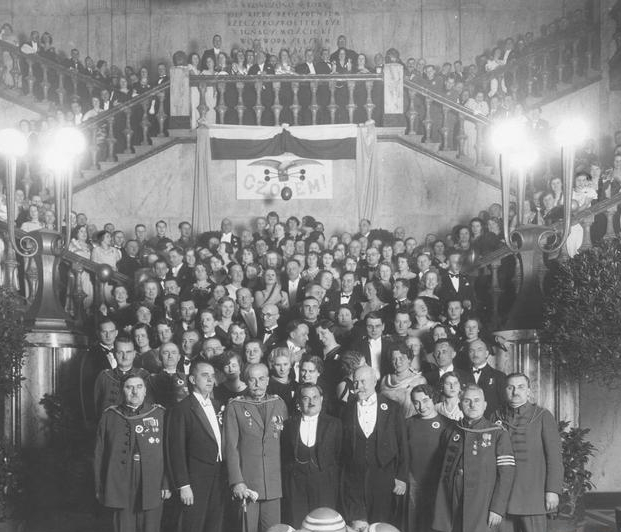
Od lewej prezydent Królewskiej Huty Wincenty Spaltenstein, prezydent Katowic Adam Kocur wraz z członkami śląskiego Sokoła w holu Sejmu śląskiego w 1934.

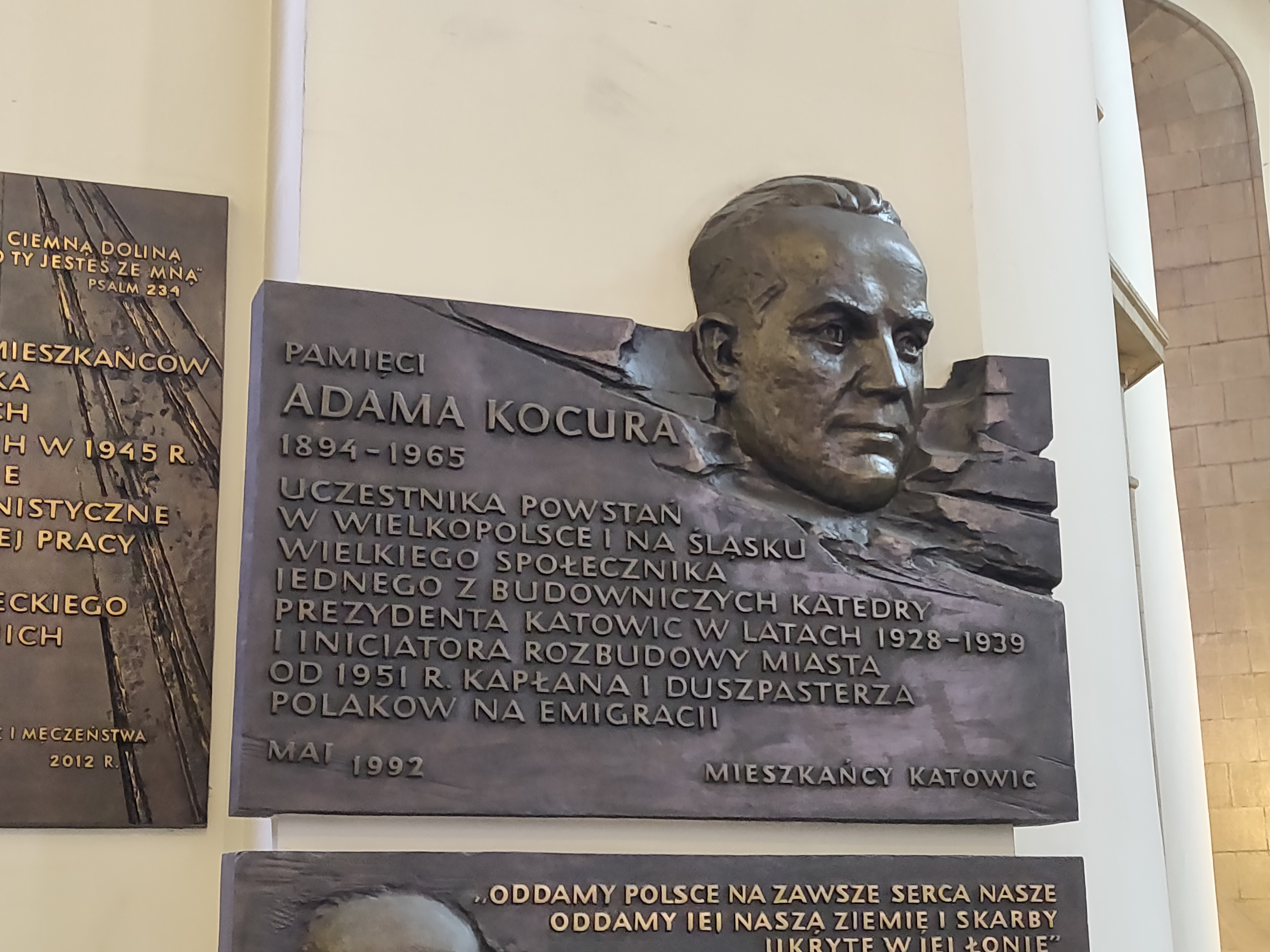
Tablica pamiątkowa w katowickiej archikatedrze

Adam Bronisław Kocur (ur. 1 maja 1894 w Kuźni Raciborskiej, zm. 12 stycznia 1965 we Frankfurcie nad Menem) – polski powstaniec, doktor praw, polityk, duchowny, główny komendant Policji Województwa Śląskiego (1926–1928), prezydent Katowic (1928–1939), wiceprezes Związku Związków Komunalnych Kas Oszczędności w 1939, poseł na Sejm Śląski II, III i IV kadencji, major piechoty rezerwy Wojska Polskiego, ksiądz katolicki.

## Życiorys
Urodził się w Kuźni Raciborskiej, w rodzinie chłopskiej. W gimnazjum w Raciborzu był członkiem kółka im. Tomasza Zana. Następnie studiował teologię we Wrocławiu. Był członkiem organizacji „Zet”. W latach 1914–1918 został powołany do armii niemieckiej.
Po wybuchu powstania wielkopolskiego wziął w nim udział jako dowódca batalionu. Następnie został oficerem 1 pułku Strzelców Bytomskich. Po udziale w II powstaniu śląskim pełnił służbę w sztabie Polskiej Organizacji Wojskowej Górnego Śląska. Następnie służył w Policji Górnego Śląska. Był komendantem II sotni w Gliwicach, która z końcem września 1920 została przeniesiona do Bogucic. W nocy z 2 na 3 maja 1921 roku dowodził polskimi członkami tej organizacji przy rozbrajaniu niemieckich policjantów w Katowicach. Wraz z Walentym Fojkisem był przejściowo dowódcą grupy taktycznej. Podczas III powstania organizował Żandarmerię Górnego Śląska.
Zweryfikowany w stopniu kapitana ze starszeństwem z dniem 1 czerwca 1919 roku. W 1934 roku zajmował 362. lokatę na liście starszeństwa oficerów rezerwy piechoty. Pozostawał wówczas w ewidencji Powiatowej Komendy Uzupełnień Katowice i posiadał przydział do Oficerskiej Kadry Okręgowej Nr V. Na stopień majora został mianowany ze starszeństwem z 19 marca 1939 i 14. lokatą w korpusie oficerów rezerwy piechoty.
W latach 1922–1926 studiował prawo na Uniwersytecie Jagiellońskim w Krakowie. Od 2 grudnia 1926 roku do 17 lipca 1928 roku był komendantem głównym Policji Województwa Śląskiego. W roku 1928 uzyskał doktorat w Krakowie i został prezydentem Katowic (pełnił tę funkcję do 3 września 1939 roku). Był posłem do Sejmu Śląskiego II–IV kadencji, działaczem Związku Powstańców Śląskich, Polskiego Związku Zachodniego oraz Towarzystwa Przyjaciół Nauk na Śląsku. W dwudziestoleciu międzywojennym przewodniczył także Śląskiemu Towarzystwu Wystaw i Propagandy Gospodarczej. Był inicjatorem i przewodniczącym komitetu budowy polskiego stadionu narodowego, którego projekt był gotowy w 1939 roku. Plan budowy pokrzyżowała niemiecka agresja na Polskę.
W latach II wojny światowej służył w Polskich Siłach Zbrojnych. Po wojnie pracował w UNRRA w Niemczech Zachodnich. W roku 1949 podjął studia teologiczne w Rzymie, a 22 grudnia 1951 roku otrzymał święcenia kapłańskie z rąk kard. Clemente Micary w bazylice św. Jana na Lateranie. Od 1957 roku pełnił obowiązki kanclerza kurii dla Polaków w Niemczech we Frankfurcie nad Menem. Tam zmarł i został pochowany.

## Ordery i odznaczenia
- Krzyżem Niepodległości z Mieczami (6 czerwca 1931)[7]
- Krzyż Oficerski Orderu Odrodzenia Polski (10 listopada 1928)[8]
- Krzyż Walecznych
- Złoty Krzyż Zasługi (19 marca 1931)[9]
- Krzyż na Śląskiej Wstędze Waleczności i Zasługi
- Wielkopolski Krzyż Powstańczy

## Upamiętnienie
Jego imieniem została nazwana ulica w Katowicach-Szopienicach oraz Zespół Szkół Zawodowych nr 3 w Katowicach. W 1992 odsłonięto tablicę pamiątkową w katowickiej archikatedrze.